# Luciano Molinas
Luciano Florencio Molinas (Buenos Aires, 3 de enero de 1888-9 de noviembre de 1973) fue un político, profesor y abogado argentino, de notable actuación en la provincia de Santa Fe de la que fue gobernador (1932-1935). Está considerado como uno de los dirigentes destacados de la historia del Partido Demócrata Progresista, junto con Lisandro de la Torre y Francisco E. Correa.

## Biografía
En 1909, se recibió de abogado en la Universidad de Buenos Aires. Se especializó y fue profesor de Derecho Comercial, Economía Política y Finanzas y Derecho Financiero.
A partir de 1916 desempeñó diversos cargos legislativos hasta 1930, siendo elegido tres veces diputado nacional, del cual fue desplazado por el golpe militar del 6 de septiembre de 1930. 
En 1932 y a los 44 años, fue elegido gobernador de la provincia de Santa Fe, donde al asumir el mando aseguró que "cambiaría las estructuras económicas provinciales, mi gobierno será de publicidad, de puertas abiertas y, sobre todo de manos limpias".[cita requerida] A continuación lleva a cabo la reforma constitucional donde entra en vigencia la progresista "Constitución Santafesina de 1921", la primera en Argentina en incorporar los derechos de los trabajadores y del constitucionalismo social, que había sido vetada durante el gobierno radical de Enrique Mosca. Antes de finalizar el mandato, el 4 de octubre de 1935, el gobierno fraudulento del general Agustín P. Justo, fruto del golpe de Estado del 6 de septiembre de 1930, intervino la provincia, desplazando a Molinas de su cargo y organizando nuevas elecciones provinciales fraudulentas.
Luego de la muerte de Lisandro de la Torre, en 1939, Luciano Molinas toma las riendas del Partido Demócrata Progresista continuando la línea política de su predecesor. En 1951 fue candidato a la presidencia de la Nación, y en 1954 candidato a la vicepresidencia.[cita requerida] Luciano Molinas, en representación del Partido Demócrata Progresista, que había obtenido 46.077 votos en las elecciones del año anterior, rechazó la pacificación propuesta por Perón en vísperas del golpe de 1955 criticando la nacionalización del Banco Central y de los depósitos bancarios y el funcionamiento del IAPI. A inicios de 1955, un grupo de capitanes de la fuerza acordó organizar un golpe de Estado encabezado por el contraalmirante Samuel Toranzo Calderón y Benjamín Menéndez teniendo como modelo las intentonas fallidas de septiembre de 1951 y febrero de 1952, consiguiendo el acuerdo de algunos dirigentes políticos opositores como el radical Zavala Ortiz, el conservador Vicchi y el propio Molinas.
En 1955, durante la dictadura autotitulada Revolución Libertadora formó parte de la recién creada Junta Consultiva Nacional.
En 1957 fue elegido convencional constituyente para reformar la Constitución Nacional, en 1962 resulta elegido en la misma función de reforma, esta vez para la Constitución de la Provincia de Santa Fe. En 1960 sufrió un derrame cerebral que le dejó una secuela de parálisis facial, que limitó su acción. Falleció en 1973.

## Cargos desempeñados
- 1916-1920: diputado provincial.
- 1920-1924: diputado nacional.
- 1924-1928: diputado nacional.
- 1928-1930: concejal de la ciudad de Santa Fe.
- 1930-1930: diputado nacional (desplazado del cargo por golpe de Estado).
- 1932-1935: Gobernador de la Provincia de Santa Fe. Desplazado por intervención federal.
- 1955-1956: miembro de la Junta Consultiva de la Revolución Libertadora.
- 1957-1957: convencional de la Convención Constituyente que realizó la reforma de la Constitución Argentina de 1957.
- 1962-1962: miembro de la Convención Constituyente que reformó la Constitución de Santa Fe.

Dentro de los proyectos de su autoría durante estos períodos se destacan la elaboración de proyectos de ley sobre las siguientes cuestiones, entre otras;

### Diputado Provincial
- Creación del Ministerio Provincial de Trabajo, antecesor del hoy Ministerio Nacional de Trabajo.
- Creación de la Comisión Provincial de Casas Baratas, encargada del desarrollo y construcción de viviendas populares en toda la provincia.
- Construcción de una dependencia carcelaria en Rosario, así como la instalación de talleres de trabajo manual en todas las dependencias de la provincia[cita requerida]
- Impuesto sobre los préstamos hipotecarios a realizarse en la provincia, pagadero por la entidad crediticia.[cita requerida]
- Despacho que declara la necesidad de reforma constitucional, que culminaría con el dictamen de la revolucionaria Constitución de 1921.
- Proyecto de Protección a la mujer.

### Concejal de la ciudad de Santa Fe
- Autor de las ordenanzas que suprimen la Quiniela Municipal y la prostitución.
- Autor de la ordenanza que impone, por cuestiones sanitarias, la pasteurización de la leche.
- Creación del "Hogar Municipal"

### Gobernador de Santa Fe
Dentro de otras innovaciones durante su gestión como gobernador, además de la implementación de la mencionada Constitución de 1921, pueden mencionarse;
- Creación del Instituto Experimental y de Investigación Agrícola, anticipándose en varias décadas a lo que sería el INTA. Dicho instituto tenía como función principal el fomento de la agricultura y la ganadería en función de la química edafologica, el análisis de suelos, aguas y semillas, factores agrológicos, económicos, geográficos, etc..[cita requerida]
- Implementación de la Ley de Colonización.[cita requerida]

## Relaciones familiares
Su hijo, Ricardo Francisco Molinas, fue un respetado dirigente político, también del Partido Demócrata Progresista, que se desempeñó como titular de la Fiscalía Nacional de Investigaciones Administrativas entre 1984 y 1991.

## Memoria
- En la ciudad de Buenos Aires se ha designando Paseo Luciano F. Molinas, a la plaza limitada por la avenida Córdoba, Talcahuano, Viamonte y Plaza Lavalle.

- En la ciudad de Santa Fe, se cambió el nombre de la calle Río de Janeiro por Luciano Molinas, con dirección de este a oeste.